# دیوید مورفی (بازیکن فوتبال)
دیوید مورفی (انگلیسی: David Murphy؛ زادهٔ ۱ مارس ۱۹۸۴) یک بازیکن فوتبال اهل بریتانیا است.